# Arend Westermanbrug
De Arend Westermanbrug (brug 186) is een vaste brug in Amsterdam-West.
De brug overspant de Postjeswetering en ligt in de Baarsjesweg, die hier de kade vormt van de Admiralengracht. Ten noordwesten van de brug ligt een parkje zonder naam, waarin het beeld Europa van Hans Kuyper staat. Aan de overzijde van de Admiralengracht staat het rijksmonument Het Sieraad, de voormalige ambachtsschool.
De Baarsjesweg vormde hier lang de scheiding tussen het hoge waterpeil in de stad en het lage polderpeil daarbuiten. De Postjeswetering had wel een doorgang naar de Admiralengracht, maar niet direct naar de Kostverlorenvaart. De stad breidde haar plannen 1922-1927 echter uit en al in de jaren twintig kwam er bebouwing tussen Baarsjesweg en Hoofdweg (en verder). Om vaartuigen van hoog naar laag en omgekeerd te kunnen takelen was er in 1916 een scheepslift geplaatst. Bij het bebouwen van het gebied alhier was al bepaald dat de gebouwen zodanig gebouwd (of aangepast) moesten worden, zodat zij ook bij het verhoogde waterpeil geen natte kelders kregen. Toen de bebouwing voldoende westwaarts was opgerukt werd besloten ook de scheepslift verder naar het westen te leggen, ten westen van de Hoofdweg en de brug over Postjeswetering in aldaar (brug 231).
In 1954 werd vervolgens de brug aanbesteed en moest er flink gebouwd worden. De bouw van de brug is op foto’s vastgelegd, die laten de bouw van de brug bij een laag waterpeil zien. Nadat de brug klaar was en de scheepslift verplaatst begon de gemeente met het doorgraven van de verbinding tussen Postjeswetering en Admiralengracht enerzijds en Kostverlorenvaart anderzijds (over die opening zou geen brug komen).
Frans V. Smit meldde dat de brug afkomstig zou zijn van bruggenarchitect Piet Kramer, gedurende het tijdvak 1922-1937, de bebouwing van de Postjesweg is van zijn hand. Deze brug kwam er echter pas in 1954 en toen was Kramer al vertrokken bij de Dienst der Publieke Werken. Zijn opvolgers, eerst Dirk Sterenberg en daarna ook Dick Slebos en Cornelis Johannes Henke lieten zich in het begin behoorlijk beïnvloeden door Piet Kramer. De brug heeft dan ook nog delen die aan Kramer doen denken, zoals de afwisseling tussen baksteen en natuursteen. De landhoofden aan de oeverkant met hier en daar een trap doen ook nog denken aan Kramers Amsterdamse Schoolstijl en zeker het vele baksteen daar. Opvallend is de stijgende trapwand aan de waterkant, die trapsgewijs met baksteen stijgt, maar met natuursteen vloeiend is gemaakt. Echter de landhoofden aan de brugzijde lijken niet van Kramer, het zijn grote granieten burchten, waartussen een betonnen overspanning ligt die meer aan Sterenberg en Slebos doet denken. Ook de balustrades zijn strak uitgevoerd (zonder sierwerk) en dat wijst op bemoeienissen van genoemd duo.
De brug ging vanaf haar oplevering naamloos door het leven als brug 186. De gemeente Amsterdam vroeg in 2016 aan de Amsterdamse bevolking om mogelijke namen voor dergelijke bruggen. Een voorstel deze brug te vernoemen naar architect Arend Jan Westerman, de architect van de tegenover de brug staande voormalige Ambachtsschool, werd in december 2017 goedgekeurd en opgenomen in de Basisadministratie Basisregistraties Adressen en Gebouwen.
Het nummer 186 werd bij de brugnummering hergebruikt. Het stond eerder voor een voetbrug uit 1905 in de Houthaven, aldus een onderhoudslijst uit 1913. Brug en later ook de Houthaven zelf zijn geheel verdwenen.

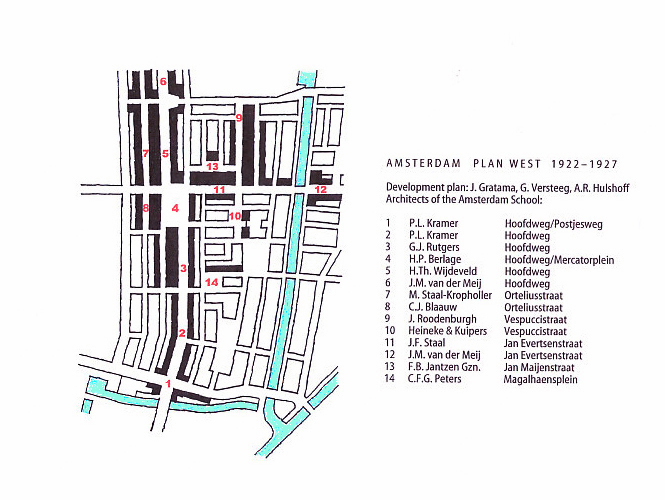
Plan West 1922-1927; de verbinding tussen Admiralengracht, Postjeswetering en Kostverlorenvaart is rechtsonder al te zien
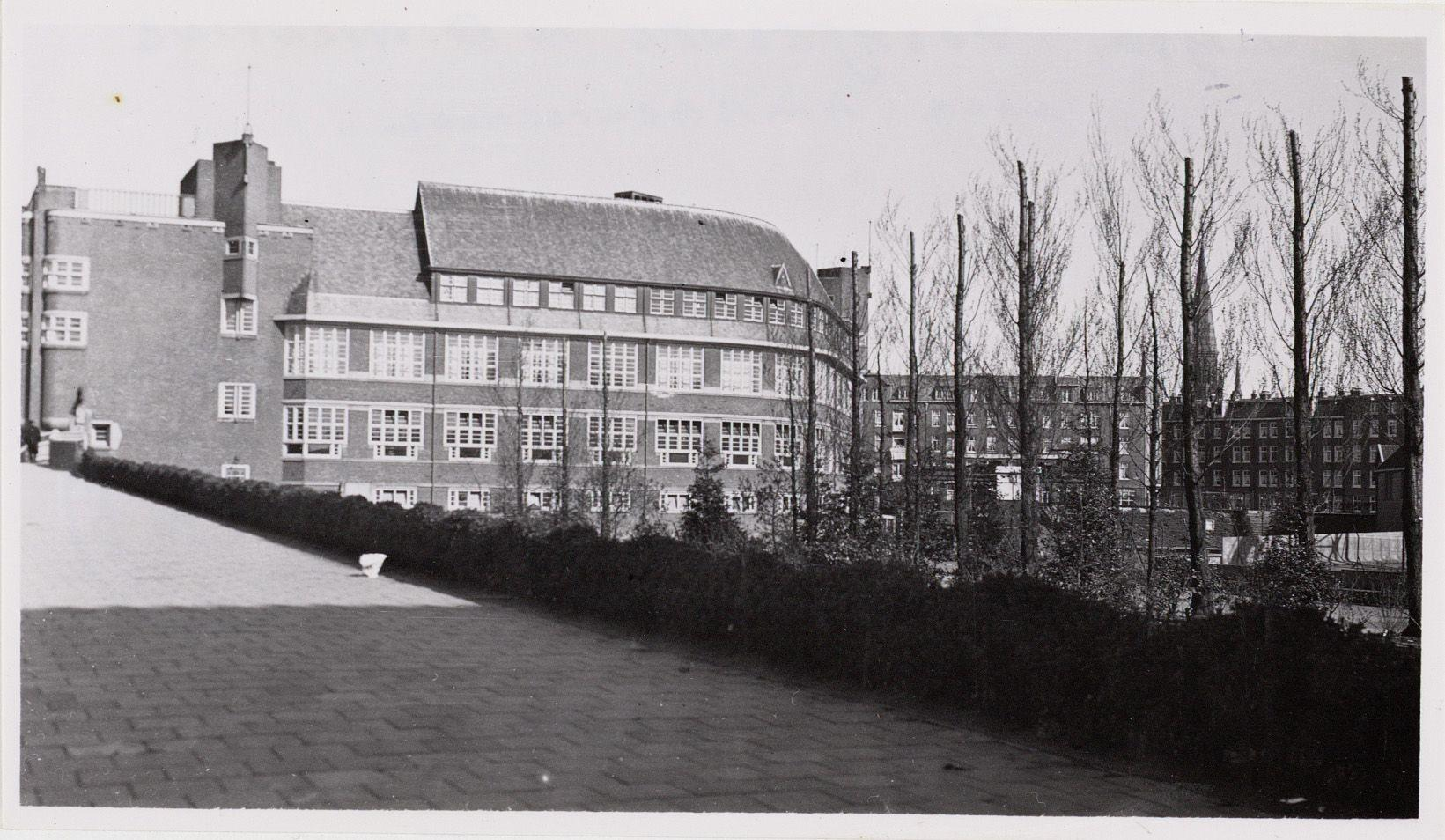
In 1938 is er nog geen brug/doorbraak te zien
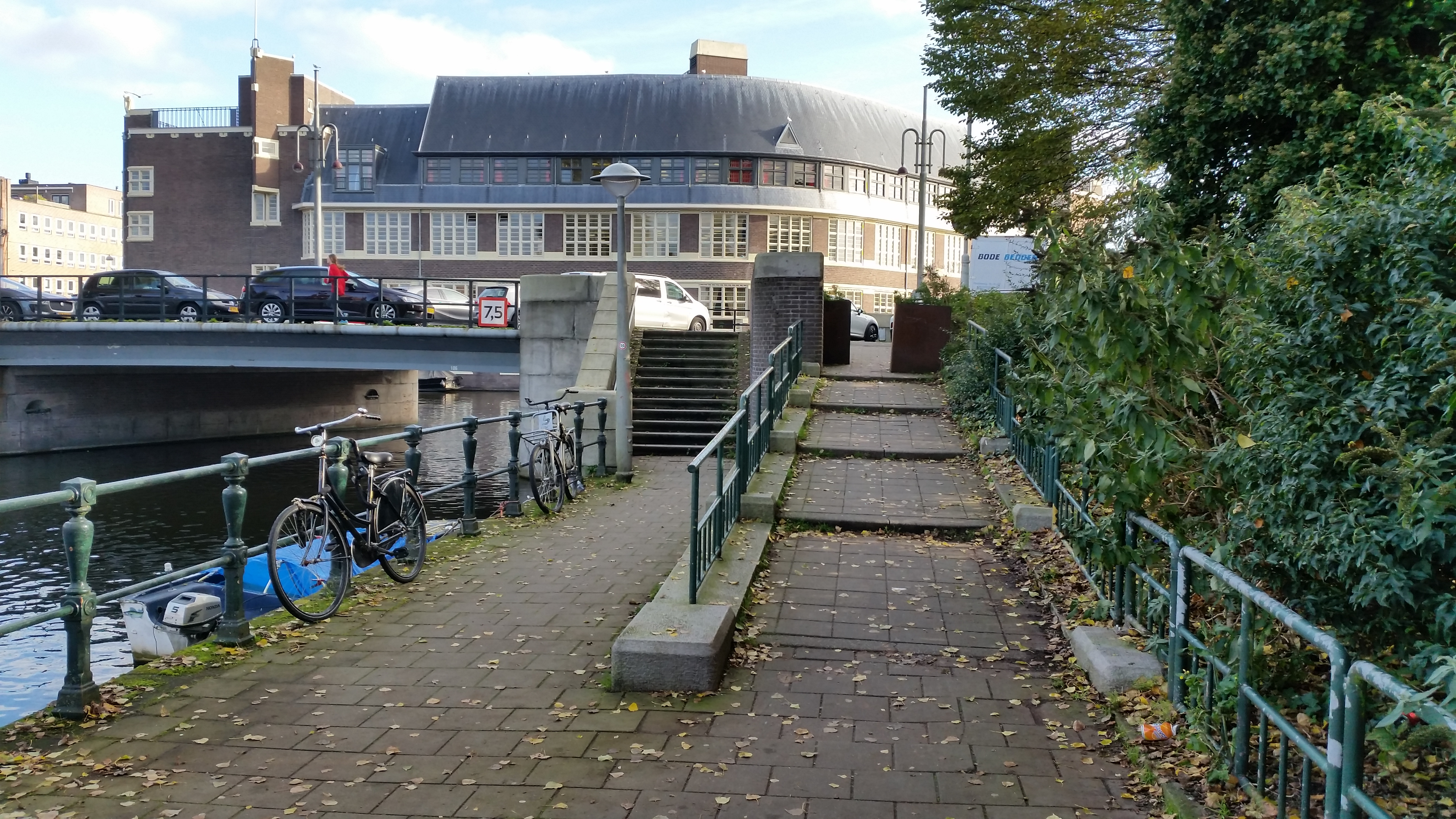
Trap tussen Postjeskade en Baarsjesweg (november 2019) met op de achtergrond de Ambachtsschool van Westerman

<<< · 100 · 101 · 102 · 103 ·  105 · 106 · 107 · 108 · 109 ·  110 · 111 · 112 · 113 · 114 · 115 · 116 · 117 · 118 · 119 · 120 · 121 · 122 · 123 · 124 · 125 · 126 · 127 · 128 · 129 · 130 · 131 · 132 · 135 · 136 · 137 · 138 · 139 · 140 · 141 · 142 · 143 · 144 · 145 · 146 · 147 · 148 · 149 ·  150 · 151 · 152 · 155 · 156 · 159 · 160 · 161 · 162 · 163 · 164 · 165 · 166 · 167 · 168 · 169 ·  170 · 171 · 172 · 173 · 174 · 175 · 176 · 177 · 178 · 179 · 180 · 181 · 182 · 183 · 184 · 185 · 186 · 187 · 189 · 190 · 191 · 192 · 193 · 194 · 195 · 196 · 198 · 199 · >>>
Brugnummers 104, 133, 134, 153, 154, 157, 158, 188 en 197 zijn niet (meer) in gebruik.